# Diocesi di Bagnoregio

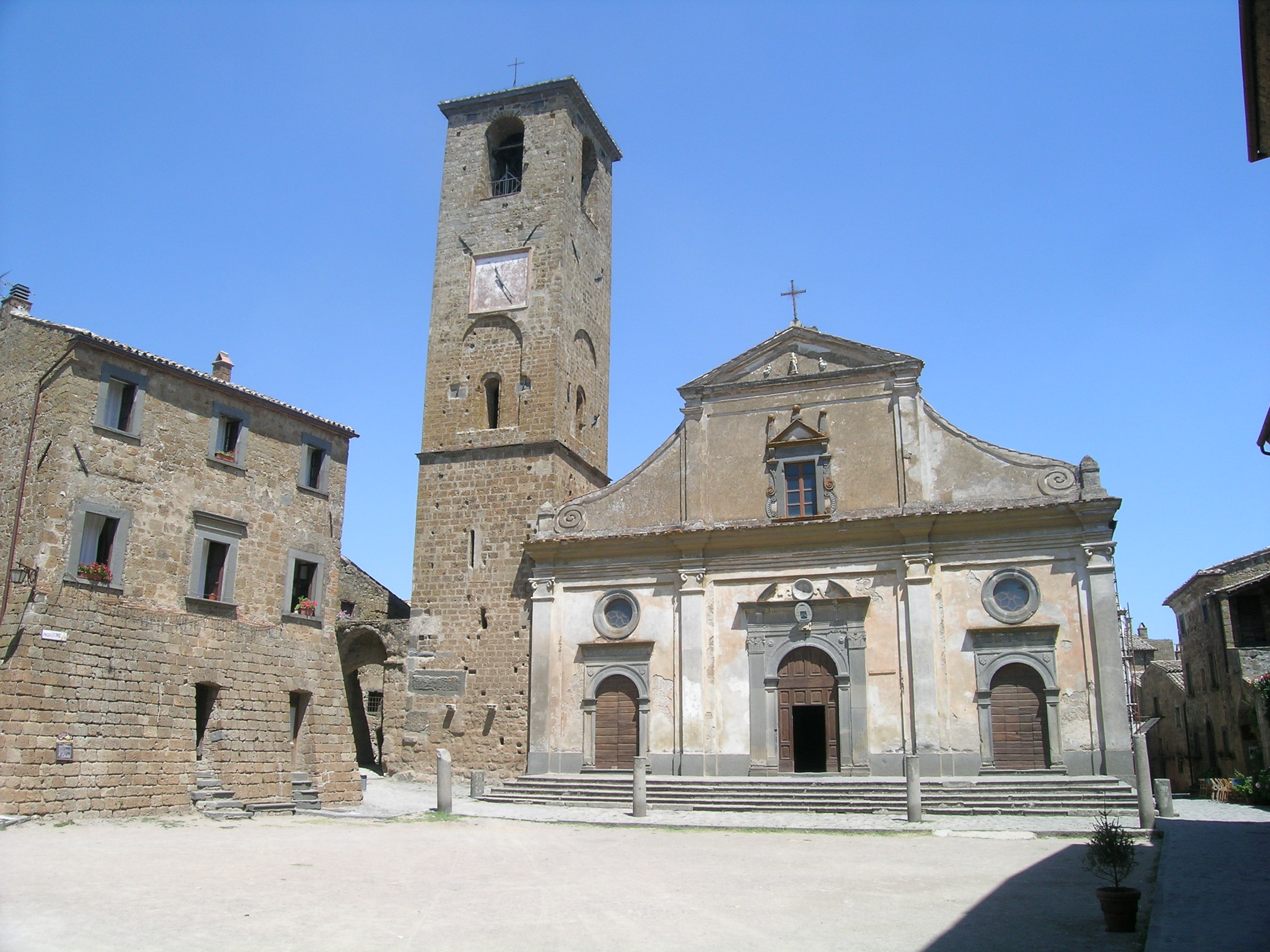
La primitiva cattedrale di San Donato a Civita di Bagnoregio.

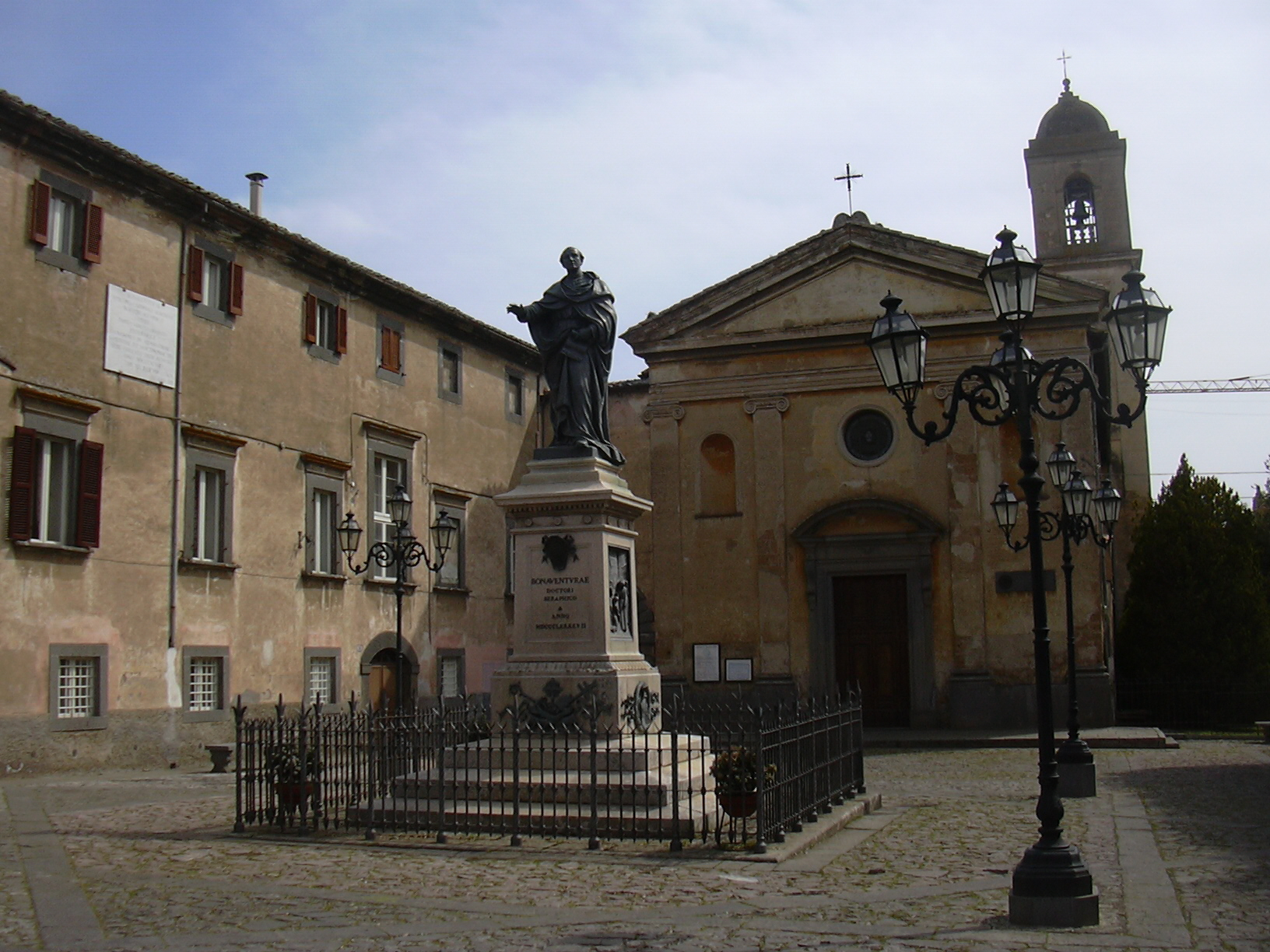
La chiesa di Sant'Agostino (o dell'Annunziata) a Bagnoregio; sulla sinistra l'edificio che fu sede del seminario diocesano.

La diocesi di Bagnoregio (in latino Dioecesis Balneoregiensis) è una sede soppressa della Chiesa cattolica, oggi sede vescovile titolare.

## Territorio
La diocesi comprendeva i comuni viterbesi di Bagnoregio, Bomarzo, Castiglione in Teverina, Civitella d'Agliano, Graffignano, Lubriano e Vitorchiano; e le frazioni di Viterbo di Roccalvecce, Montecalvello e Grotte Santo Stefano.
Fino al XVII secolo, sede vescovile era la città di Civita, dove fungeva da cattedrale la chiesa di San Donato. In seguito, la cattedrale fu trasferita nella chiesa dei Santi Nicola, Donato e Bonaventura di Bagnoregio.

### Parrocchie
Al momento della soppressione, la diocesi era costituita da 24 parrocchie con circa 20.000 abitanti:
- Bagnoregio: San Bonaventura, San Francesco, San Donato (Civita), San Donato (Vetriolo), San Girolamo (Castel Cellesi), Sant'Antonio (Capraccia);
- Bomarzo: Santa Maria Assunta, Santi Vincenzo e Liberato (Mugnano);
- Castiglione in Teverina: Santi Filippo e Giacomo, San Silvestro papa (Sermugnano), Santissima Annunziata (Vaiano);
- Civitella d'Agliano: Santi Pietro e Callisto, San Michele arcangelo (San Michele in Teverina);
- Graffignano: San Martino vescovo, Santa Maria Assunta (Sipicciano);
- Lubriano: San Giovanni Battista;
- Vitorchiano: Santa Maria Assunta, San Francesco, Sacro Cuore (Il Pallone);
- Viterbo: Santo Stefano (Grotte Santo Stefano), Santa Maria Assunta (Vallebona di Grotte Santo Stefano), Santa Maria Assunta (Montecalvello), San Paolo apostolo (Roccalvecce), San Michele arcangelo (Sant'Angelo di Roccalvecce).

## Storia
Incerta è l'origine della diocesi di Bagnoregio. Secondo Louis Duchesne, la diocesi avrebbe avuto origine in seguito alla scomparsa di quella di Bolsena sul finire del VI secolo.
La prima menzione della diocesi risale all'epoca di papa Gregorio I; in una sua lettera di giugno 600, il pontefice incarica Ecclesio, vescovo di Chiusi, di verificare che l'elezione del vescovo di Balneum regis, Giovanni, sia avvenuta nel rispetto delle regole canoniche, e che il candidato abbia i requisiti necessari per ricoprire tale incarico. Non si conosce l'esito di questa indagine, benché in una successiva lettera allo stesso Ecclesio non sembra che la missione del vescovo di Chiusi abbia avuto successo. Secondo Papini, Giovanni, o il suo successore, potrebbe essere il primo vescovo di Bagnoregio.
La diocesi aveva sede nel borgo di Bagnoregio, corrispondente all'odierna Civita, dove si trovava la cattedrale di San Donato. Nativo di Bagnoregio era san Bonaventura, francescano, settimo successore di Francesco d'Assisi alla guida dell'Ordine, vescovo e cardinale di Albano.
Nel corso dei secoli diverse parrocchie furono accorpate nella diocesi di Bagnoregio, confinante con l'arcidiocesi di Perugia, la diocesi di Orvieto e quella di Tuscania; dopo il 1015 fu soppressa ed unita a quella di Bagnoregio la diocesi di Bomarzo, che a sua volta aveva assorbito l'antica diocesi di Ferento. Dopo l'erezione della diocesi di Viterbo, con una bolla di papa Innocenzo III del 1207 furono definitivi i confini fra le due diocesi. Nel 1369 Bagnoregio cedette una porzione del suo territorio, tra cui Montefiascone e Celleno, per l'erezione della diocesi di Montefiascone.
Diversi furono i sinodi celebrati nel periodo post-tridentino, di cui tre pubblicati: il primo nel 1599 durante l'episcopato di Carlo Trotta; il secondo nel 1710 indetto da Onofrio Elisei; il terzo nel 1860 all'epoca del vescovo Gaetano Brinciotti. Tuttavia, «com'era consuetudine largamente condivisa, dopo un sinodo stampato, si svolgevano spesso sinodi che servivano solo per confermare quello che era stato deciso nel sinodo precedente». Solo per il XVII secolo sono noti una decina di riunioni di questo tipo, che regolamentavano la vita del clero e dei fedeli della diocesi e applicavano le decisioni del concilio di Trento.
Nel 1695 un terremoto causò gravi danni nella località di Civita, dove si trovava la cattedrale, il palazzo vescovile e il seminario. In forza del breve Super universas di papa Innocenzo XII del 20 febbraio 1699 la sede di questi edifici fu trasferita nel vicino abitato di Rota (l'odierna Bagnoregio), dove la chiesa collegiata di San Nicola fu eretta a nuova cattedrale diocesana con i titoli dei Santi Nicola, Donato e Bonaventura. Essa fu ulteriormente ampliata dal vescovo Giuseppe Aluffi nel 1770.
Durante il periodo dell'occupazione francese, la diocesi fu soppressa da Napoleone ed unita a quella di Montefiascone (12 agosto 1810); il vescovo Martino Cordella fu costretto all'esilio e alla sua morte la sede rimase vacante fino alla caduta dell'imperatore francese.
Nel 1926 la diocesi fu affidata al vescovo di Acquapendente Tranquillo Guarneri, che unì in persona episcopi le due diocesi fino alla sua morte nel 1937.
Nel 1973 i territori del comune di Soriano nel Cimino passarono dalla diocesi di Bagnoregio a quella di Orte, e le frazioni orvietane di Tordimonte e di Sant'Egidio alla diocesi di Orvieto.
Dopo la morte dell'ultimo vescovo, Luigi Rosa, avvenuta il 3 ottobre 1971, la sede rimase vacante e data in amministrazione al vescovo di Viterbo Luigi Boccadoro, fino a quando, il 27 marzo 1986, papa Giovanni Paolo II con la bolla Qui non sine non la dichiarò soppressa ed accorpata alla diocesi di Viterbo. Contestualmente l'antica cattedrale bagnorese divenne concattedrale e san Bonaventura proclamato compatrono della diocesi viterbese.
Dal 16 febbraio 1991 Bagnoregio è annoverata fra le sedi vescovili titolari della Chiesa cattolica; dal 3 novembre 2012 l'arcivescovo, titolo personale, titolare è Guido Pozzo, sovrintendente all'economia della Cappella musicale pontificia sistina.

## Cronotassi

### Vescovi
- Giovanni I † (menzionato nel 600) (vescovo eletto)
- Clarenzio † (menzionato nel 680)
- Radoino † (menzionato nel 769)[10]
- Alifredo † (menzionato nell'826)
- Leone † (menzionato nell'853)
- Romano † (menzionato nell'855)
- Ildebrando o Aldualdo o Aldrovando † (prima dell'861 - 22 agosto 873 deceduto)
- Giovanni II † (menzionato nel 1015)
- Ingone † (menzionato nel 1059)[11]
- Giovanni III † (menzionato nel 1066)
- Alberto ? † [12]
- Anonimo † (all'epoca di papa Urbano II - 1088-1099)[13]
- Pietro † (menzionato nel 1119)
- Anonimo † (menzionato nel 1135)
- Rustico I † (prima del 1148 - dopo il 1159)
- Marsilio † (menzionato nel 1177)
- Borgondio † (prima del 1206 - dopo il 1208)
- Albone † (menzionato nel 1211)
- Monaldo † (prima del 1220 - dopo il 1221)[14]
- Clemente † (prima del 1228 - dopo il 1238)
- Martino † (menzionato nel 1258)
- Nucio † (1258 - dopo il 1263)
- Rustico II ? † (? - 1270 deceduto)[15]
- Simone I † (30 agosto 1272 - 1295 deceduto)
- Stefano Tasca, O.P. † (21 gennaio 1297 - 1306 deceduto)
- Simone II † (9 luglio 1306 - 1327 deceduto)
- Beltramo Monaldeschi, O.P. † (2 dicembre 1327 - 5 ottobre 1328 nominato vescovo di Orvieto)
- Matteo di Castelpietro, O.F.M. † (5 ottobre 1328 - 20 dicembre 1342 nominato vescovo di Acerra)
- Giovanni IV, O.F.M. † (20 dicembre 1342 - 24 marzo 1348 deceduto)
- Giovanni da Civita Castellana, O.F.M. † (14 dicembre 1348 - settembre o ottobre 1357 deceduto)
- Alamanno da Montefiascone † (29 novembre 1357 - giugno o luglio 1363 deceduto)
- Bonaventura Vanni, O.F.M. † (24 luglio 1363 - dopo il 1402 deceduto)
  - Matteo degli Avveduti, O.F.M. † (5 aprile 1383 - 6 ottobre 1399 nominato vescovo di Orvieto) (antivescovo)
- Angelo I † (20 dicembre 1409 - dopo il 1412 deceduto)
- Antonio, O.S.B. † (menzionato nel 1414)
- Angelo II † (menzionato nel 1428)
- Benedetto Paconati, O.P. † (10 gennaio 1438 - 1445 deceduto)
- Corrado da Matelica, O.F.M. † (26 settembre 1445 - ? deceduto)
- Niccolò Ruggeri, O.F.M. † (27 maggio 1446 - 7 febbraio 1449 deceduto)
- Agostino da Bagnoregio, O.E.S.A. † (17 ottobre 1449 - agosto 1459 deceduto)[16]
- Filippo Landolfi † (5 settembre 1459 - ?)
- Angelo da Pisa † (26 aprile 1462 - 1475 deceduto)
- Pietro Bocca † (6 novembre 1475 - maggio 1488 deceduto)
- Antonio da San Gimignano † (21 maggio 1488 - febbraio 1497 deceduto)
  - Bartolomé Martí † (2 marzo 1497 - 25 marzo 1500 deceduto) (amministratore apostolico)
- Ferdinando Castiglia † (4 maggio 1500 - 1521 deceduto)
- Corrado Manili † (20 settembre 1521 - 1522 deceduto)
- Ugo de Spina † (10 dicembre 1522 - 19 marzo 1523 deceduto)
- Mercurio de Vipera † (23 marzo 1523 - 26 maggio o 25 giugno 1527 deceduto)
- Francisco Solís, O.S.Iacobi † (24 gennaio 1528 - 1545 deceduto)
- Nicholas Vernely † (22 maggio 1545 - 1563 dimesso)

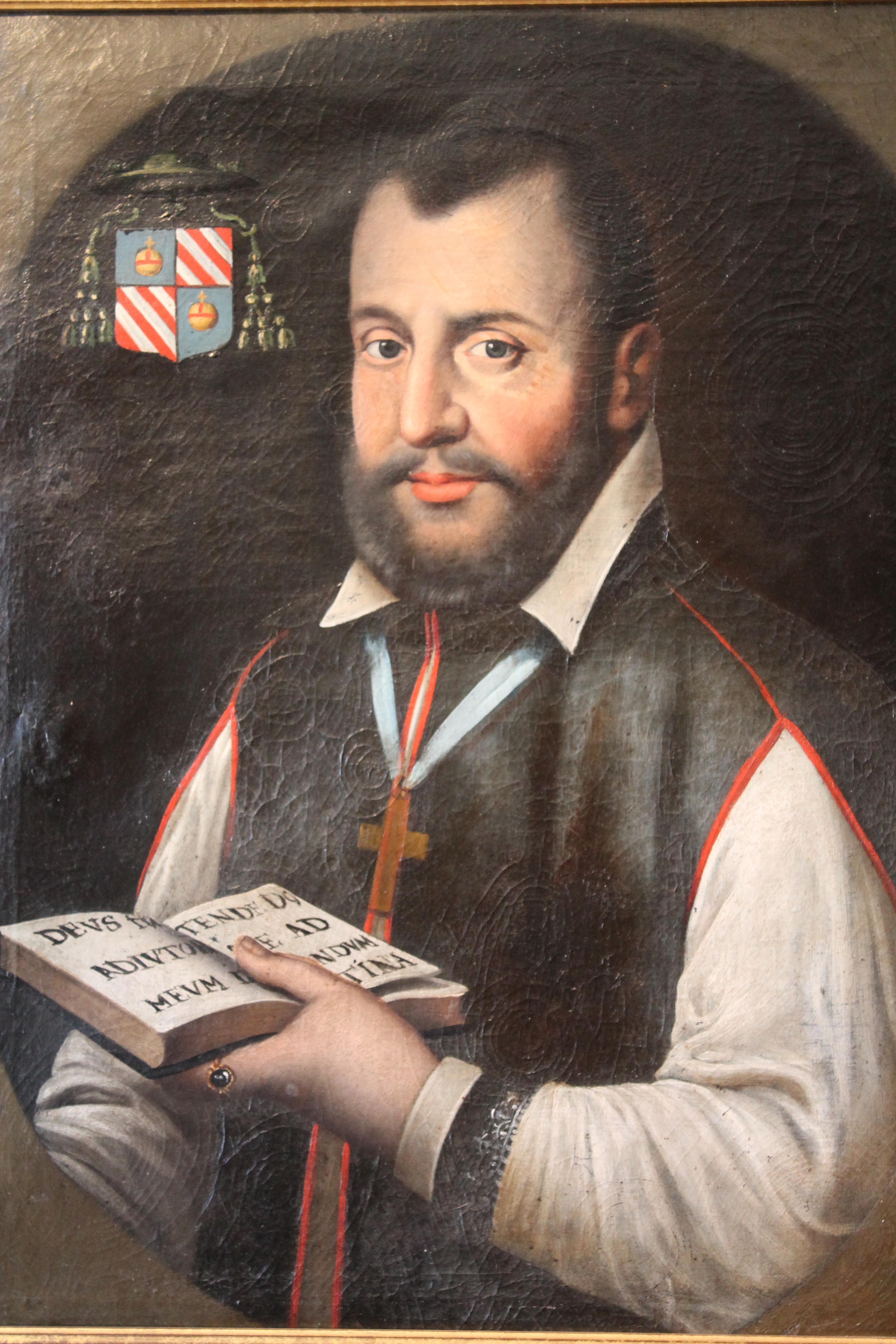
Gallois de Regard (Galeazzo Gegald (Regardus)).

- Galeazzo Gegald (Regardus) ((FR)  Gallois de Regard) † (15 ottobre 1563 - 1568 dimesso)
- Umberto Locati, O.P. † (5 aprile 1568 - 1581 dimesso)
- Tommaso Sperandio Corbelli † (29 maggio 1581 - 12 luglio 1590 deceduto)
- Francesco Gerini † (16 luglio 1590 - 6 settembre 1598 deceduto)
- Carlo Trotta † (9 ottobre 1598 - 27 settembre 1612 deceduto)
- Lelio Ruini † (22 ottobre 1612 - 31 dicembre 1621 deceduto)
- Carlo Bovio † (10 gennaio 1622 - 29 gennaio 1635 nominato vescovo di Sarsina)
- Pietro Paolo Febei † (9 luglio 1635 - 4 agosto 1649 deceduto)
- Carlo Azzolini † (9 dicembre 1649 - 1653 dimesso)
- Vincenzo Candiotti † (28 agosto 1653 - 21 gennaio 1680 deceduto)
- Giovanni Paolo Meliconi † (29 aprile 1680 - 24 dicembre 1694 deceduto)
- Vincenzo degli Atti † (24 gennaio 1695 - 2 gennaio 1696 nominato vescovo di Orvieto)
- Ulderico Nardi † (21 luglio 1698 - 17 aprile 1705 deceduto)
- Onofrio Elisei † (8 giugno 1705 - 10 settembre 1721 nominato vescovo di Orvieto)
- Onofrio Pini † (24 settembre 1721 - giugno 1754 deceduto)
- Ubaldo Baldassini, B. † (16 settembre 1754 - 9 aprile 1764 nominato vescovo di Jesi)
- Giuseppe Aluffi † (11 maggio 1764 - 27 febbraio 1789 dimesso)
- Martino Cordella † (30 marzo 1789 - 7 gennaio 1812 deceduto)
  - Sede vacante (1812-1814)
- Giovanni Battista Iacobini † (26 settembre 1814 - 9 giugno 1832 deceduto)
- Luigi Carsidoni † (2 luglio 1832 - 29 luglio 1833 nominato vescovo di Fano)
- Gaetano Baluffi † (29 luglio 1833 - 27 gennaio 1842 nominato arcivescovo di Camerino)
- Giovanni Ferrini, O.F.M.Conv. † (27 gennaio 1842 - 24 novembre 1846 dimesso)
- Felice Cantimorri, O.F.M.Cap. † (21 dicembre 1846 - 23 giugno 1854 nominato vescovo di Parma)
- Gaetano Brinciotti † (23 giugno 1854 - 16 novembre 1867 dimesso)
- Raffaele Corradi, O.C.D. † (20 dicembre 1867 - 8 gennaio 1884 deceduto)
- Ercole Boffi † (24 marzo 1884 - 16 maggio 1896 deceduto)
- Eutizio Parsi † (22 giugno 1896 - 13 aprile 1906 deceduto)
- Rinaldo Camillo Rousset, O.C.D. † (21 febbraio 1906 - 14 settembre 1909 nominato arcivescovo di Reggio Calabria)
- Giovanni Capitoli † (14 febbraio 1911 - 2 agosto 1911 deceduto)
- Emilio Poletti † (28 agosto 1912 - 17 dicembre 1918 deceduto)
- Ludovico Antomelli, O.F.M. † (10 marzo 1919 - 24 marzo 1924 nominato vescovo di Lodi)
- Tranquillo Guarneri † (12 novembre 1926 - 21 luglio 1937 deceduto)
- Adelchi Albanesi † (13 dicembre 1937 - 14 aprile 1942 nominato vescovo di Viterbo e Tuscania)
- Luigi Rosa † (23 giugno 1942 - 3 ottobre 1971 deceduto)
  - Sede vacante (1971-1986)

### Vescovi titolari
- Mario Rizzi † (28 febbraio 1991 - 13 aprile 2012 deceduto)
- Guido Pozzo, dal 3 novembre 2012

## Statistiche
| anno | popolazione | popolazione | popolazione | presbiteri | presbiteri | presbiteri | presbiteri                | diaconi | religiosi | religiosi | parrocchie |
| anno | battezzati  | totale      | %           | numero     | secolari   | regolari   | battezzati per presbitero | diaconi | uomini    | donne     | parrocchie |
| ---- | ----------- | ----------- | ----------- | ---------- | ---------- | ---------- | ------------------------- | ------- | --------- | --------- | ---------- |
| 1950 | 30.000      | 30.000      | 100,0       | 48         | 33         | 15         | 625                       |         | 15        | 93        | 28         |
| 1959 | 30.000      | 30.000      | 100,0       | 41         | 30         | 11         | 731                       |         | 11        | 145       | 31         |
| 1970 | 21.155      | 21.168      | 99,9        | 35         | 23         | 12         | 604                       |         | 15        | 163       | 19         |
| 1980 | 19.000      | 19.921      | 95,4        | 30         | 21         | 9          | 633                       |         | 16        | 112       | 25         |